# Mercado Central de Abastos
El Mercado Central de Abastos también llamado Mercado de la Concepción es un mercado municipal situado en La Línea de la Concepción (provincia de Cádiz, España).

## Historia
El edificio planificado en 1878, construido en 1882 por el arquitecto provincial y miembro de la Real Academia de Bellas Artes de San Fernando, Adolfo del Castillo Escribano, mismo autor de la Plaza de toros de La Línea de la Concepción y el desaparecido matadero municipal. En 2007 el mercado fue declarado Bien de Interés Cultural.